# Schlitzaugenhai
Der Schlitzaugenhai (Loxodon macrorhinus) ist die einzige Art in der Gattung Loxodon innerhalb der Requiemhaie (Carcharhinidae). Die Art ist in weiten Teilen des Indischen Ozeans von Südafrika bis Indien, im Roten Meer und im Westpazifik von Japan über China und die Philippinen bis nach Nordaustralien verbreitet.

## Aussehen und Merkmale
Der Schlitzaugenhai ist ein kleiner und sehr schlanker Hai mit einer Körperlänge von maximal 90 cm und Durchschnittslängen zwischen 60 und 80 Zentimeter. Er hat eine grau-braune Körperfarbe und eine weißliche Bauchregion ohne Musterung. Er gleicht im Habitus den Blauhaien der Gattung Carcharhinus. Namensgebend sind die großen Augen, die am Hinterrand eine deutliche Kerbe aufweisen. Er besitzt eine Afterflosse und zwei Rückenflossen, wobei die zweite Rückenflosse deutlich kleiner als die erste und die Afterflossen ist. Außerdem zeichnen sie sich durch eine lange Schnauze, fünf Kiemenspalten und Zähnen in beiden Kiefern mit schrägen und gesägten Kanten aus. Außerdem besitzen auch sie kein Spritzloch.

## Lebensweise
Der Schlitzaugenhai ist eine Flachwasserart und ernährt sich räuberisch wahrscheinlich von verschiedenen Fischen der Uferzonen. Die Haie sind lebendgebärend und bilden eine Dottersack-Plazenta  aus (plazental vivipar). Die Weibchen bekommen in einem Wurf zwischen 2 und 4 Jungtiere mit einer Länge von etwa 40 cm. Die Geschlechtsreife erreichen Männchen mit etwa 65 und Weibchen mit etwa 80 cm Körperlänge.

## Verbreitung

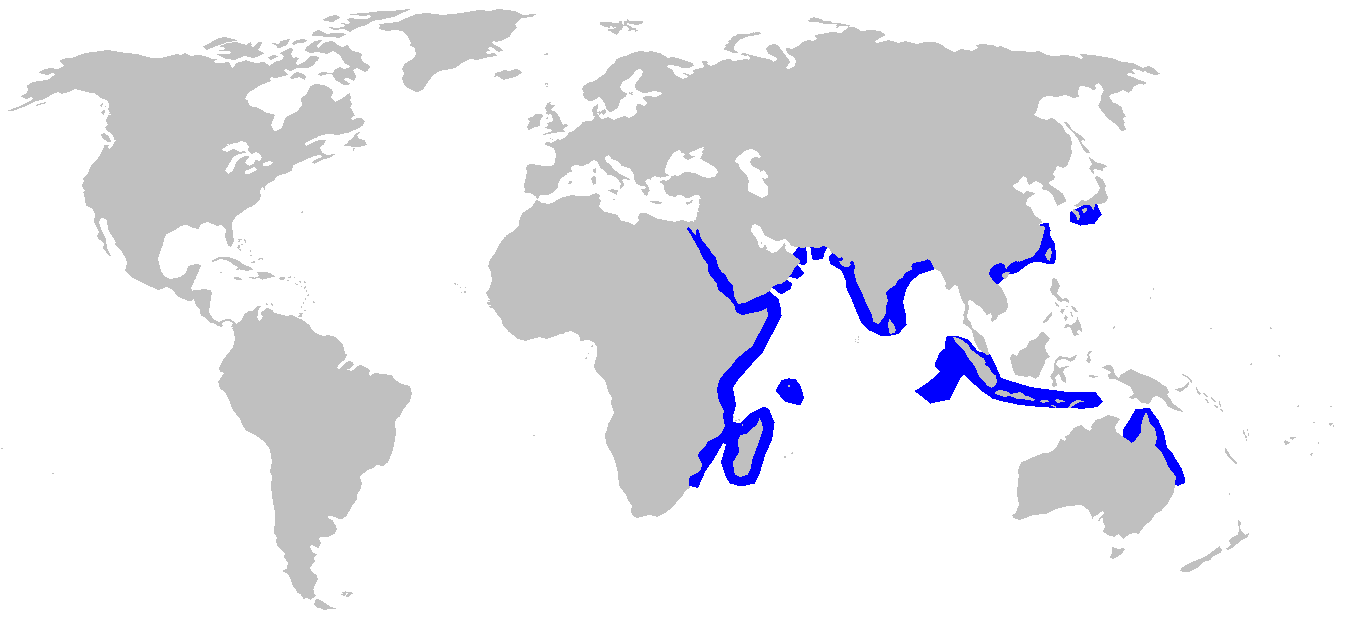
Verbreitungsgebiete des Schlitzaugenhais

Die Art ist in weiten Teilen des Indischen Ozeans von Südafrika bis Indien, im Roten Meer und im Westpazifik von Japan über China und die Philippinen bis nach Nordaustralien verbreitet. Dabei kommt er nur in den Küstengebieten und den entsprechenden Flachwasserzonen von 7 bis 80 Metern Wassertiefe vor.